# 수퍼맨 리턴즈
《수퍼맨 리턴즈》(Superman Returns)는 브라이언 싱어 감독의 2006년 슈퍼히어로 영화이다.

## 줄거리
슈퍼맨은 자신이 고향인 크립톤 행성의 잔해가 발견되었다고 천문학자들이 믿는 장소로 여행을 떠난 이후 5년 동안 행방불명되었다. 그의 숙적인 렉스 루터는 최근 감옥에서 석방되어 부유한 과부와 결혼하여 그녀가 사망하면 유산을 상속받게 되었다. 슈퍼맨은 살아남은 크립토니안이 없다는 사실을 확인한 뒤 지구로 돌아와 메트로폴리스에 위치한 [[데일리 플래닛[[ 신문사에서 본명 클락 켄트로서의 일상을 다시 시작한다. 그곳에서 그는 자신이 사랑하는 여성 로이스 레인이 페리 화이트의 조카 리처드와 약혼했으며, 다섯 살 난 아들 제이슨을 두고 있음을 알게 된다. 로이스는 "왜 세계가 슈퍼맨을 필요로 하지 않는가"라는 제목의 기사로 퓰리처상을 수상하였다.
한편, 렉스 루터는 솔리튜드 요새로 침입하여 크립토니안 결정체들을 훔치고, 이를 이용한 실험을 통해 미국 동부 해안 일대에 대규모 정전 사태를 발생시킨다. 이 정전으로 인해 우주왕복선의 비행 시험이 차질을 빚게 되고, 이를 취재 중이던 로이스가 탑승한 항공기에 탑재된 우주왕복선이 위험에 처한다. 클락은 슈퍼맨으로 변신하여 우주왕복선을 안전하게 발사시키고 비행기가 추락하는 것을 막는다.
슈퍼맨의 귀환에 전 세계는 환호하지만, 그는 자신과 가까웠던 사람들이 모두 그를 잊고 각자의 삶을 살아가고 있음을 받아들이기 어려워한다. 한편, 렉스 루터의 부하 키티 코왈스키의 유인 작전으로 슈퍼맨이 산만해진 틈을 타 루터는 메트로폴리스 자연사 박물관에서 크립토나이트를 탈취한다. 페리는 로이스에게 슈퍼맨 인터뷰를 맡기고, 클락은 정전 사태의 원인을 조사한다. 그러던 중 로이스와 제이슨은 루터의 요트에 우연히 탑승해 납치되고, 로이스는 정전 사건이 루터의 실험과 연관되어 있음을 알아내고 이에 대한 관심을 표명한다. 루터는 자신이 훔친 크립토나이트와 크립토니안 결정을 결합하여 대서양에 새로운 대륙을 만들어 미국을 대체하고 수십억 명을 죽게 만들려는 계획을 밝힌다.
루터가 크립토나이트에 반응하는 제이슨을 보고 그의 아버지가 누구인지 묻자, 로이스는 아버지가 리처드라고 주장한다. 크리스털은 루터가 계획한 대륙을 형성하기 시작하고, 로이스는 탈출을 시도하지만 루터의 부하에게 공격받는다. 하지만 제이슨이 피아노를 던져 부하를 쓰러뜨리고 로이스를 구출함으로써 슈퍼맨이 그의 친부임이 확인된다. 한편, 슈퍼맨은 크립토나이트가 포함된 새로운 대륙이 일으키는 피해를 최소화하려 노력하고, 리처드는 수상 비행기를 몰아 로이스와 제이슨을 구출한다.
슈퍼맨이 루터와 대치할 때 대륙에 포함된 크립토나이트로 인해 약화되어 루터와 부하들에게 고문당한다. 슈퍼맨은 크립토나이트 조각에 찔려 바다에 빠져 익사할 위기에 처하지만 로이스와 리처드가 그를 구출한다. 로이스가 크립토나이트 조각을 제거하자 슈퍼맨은 다시 힘을 되찾고, 땅을 겹겹이 쌓아 크립토나이트와 거리를 둔 채 대륙을 들어 올린다. 루터의 부하들은 모두 사망하고, 루터와 키티는 헬리콥터로 탈출하지만 연료가 떨어져 무인도에 고립된다.
슈퍼맨은 크립토니안 결정체가 있는 대륙을 우주로 밀어내고, 크립토나이트의 영향으로 약해진 채로 지상에 추락한다. 병원에서 또 다른 크립토나이트 조각을 제거한 의사들은 그의 피부가 수술 도구를 뚫지 못함을 확인하고, 슈퍼맨은 혼수 상태에 빠진다. 로이스는 슈퍼맨을 방문해 그의 귀에 속삭이고 키스하며, 슈퍼맨은 깨어난다. 슈퍼맨은 잠든 제이슨에게 고향 크립톤의 아버지 조엘의 마지막 연설을 낭독한다. 로이스는 "왜 세계가 슈퍼맨을 필요로 하는가"라는 제목의 새 기사를 쓰기 시작하고, 슈퍼맨은 자신이 영원히 돌아왔음을 다짐하며 저궤도에서 세상을 내려다본다.

## 출연
- 브랜던 라우스 - 칼 엘 / 클라크 켄트 / 슈퍼맨
- 케빈 스페이시 - 렉스 루터
- 케이트 보스워스 - 로이스 레인
- 제임스 마즈든 - 리처드 화이트
- 프랭크 란젤라 - 페리 화이트
- 샘 헌팅턴 - 지미 올슨
- 에바 마리 세인트 - 마사 켄트
- 파커 포지- 키티 코왈스키
- 칼 펜 - 스탠퍼드

## 같이 보기
- 슈퍼맨의 영화 목록